# ماريو ماتشادو
ماريو ماتشادو (بالإنجليزية: Mario Machado)‏ هو صحفي وممثل أمريكي، ولد في 22 أبريل 1935 في الصين، وتوفي في 4 مايو 2013 في الولايات المتحدة بسبب ذات الرئة.

## أعمال

### أفلام
- (1982) روكي 3[4][5][6]
- (1983) الوجه ذو الندبة[7]
- (1990) روبوكوب 2[8][9][10]

## وصلات خارجية
- ماريو ماتشادو على موقع IMDb (الإنجليزية)
- ماريو ماتشادو على موقع ألو سيني (الفرنسية)
- ماريو ماتشادو على موقع قاعدة بيانات الفيلم (الإنجليزية)